# Hypsizygus
Hypsizygus Singer (bokownik) – rodzaj grzybów z rodziny kępkowcowatych (Lyophyllaceae).

## Systematyka i nazewnictwo
Pozycja w klasyfikacji według Index Fungorum: Lyophyllaceae, Agaricales, Agaricomycetidae, Agaricomycetes, Agaricomycotina, Basidiomycota, Fungi.
Polską nazwę nadał Władysław Wojewoda w 2003 r. W polskim piśmiennictwie mykologicznym należące do tego rodzaju gatunki opisywane były także jako bedłka, przyuszek, boczniak i podblaszek.
Gatunki:
- Hypsizygus elongatipes (Peck) H.E. Bigelow 1976
- Hypsizygus ligustri Raithelh. 1974
- Hypsizygus marmoreus (Peck) H.E. Bigelow 1976
- Hypsizygus tessulatus (Bull.) Singer 1947[3]
- Hypsizygus ulmarius (Bull.) Redhead 1984 – bokownik wiązowy

Nazwy naukowe na podstawie Index Fungorum. Nazwy polskie według Władysława Wojewody.